# Бакарече (Ријети)
Бакарече је насеље у Италији у округу Ријети, региону Лацио.
Према процени из 2011. у насељу је живело 103 становника. Насеље се налази на надморској висини од 846 м.